# Cephaloziella squarrosula
Cephaloziella squarrosula là một loài rêu tản trong họ Cephaloziellaceae. Loài này được (Trevis.) R.M. Schust. miêu tả khoa học lần đầu tiên năm 1963.